# Лима-Дуарти (Минас-Жерайс)
Лима-Дуарти (порт. Lima Duarte) — муниципалитет в Бразилии, входит в штат Минас-Жерайс. Составная часть мезорегиона Зона-да-Мата. Входит в экономико-статистический микрорегион Жуис-ди-Фора. Население составляет 16 497 человек на 2006 год. Занимает площадь 848,089 км². Плотность населения — 19,5 чел./км². На территории муниципалитета расположен парк Ибитипока.

## История
Город основан 3 октября 1881 года.

## Статистика
- Валовой внутренний продукт на 2003 год составляет 54 631 980,00 реалов (данные: Бразильский институт географии и статистики).
- Валовой внутренний продукт на душу населения на 2003 год составляет 3385,93 реалов (данные: Бразильский институт географии и статистики).
- Индекс развития человеческого потенциала на 2000 год составляет 0,739 (данные: Программа развития ООН).